# Rai 2
Rai 2 è il secondo canale televisivo della Rai, l'azienda pubblica italiana concessionaria in esclusiva del servizio pubblico radiotelevisivo in Italia.
Ha iniziato le proprie trasmissioni ufficiali nel 1961 con il nome di Secondo Programma. È conosciuto anche come Secondo Canale, Rete 2 e come Rai Due.
Ha una programmazione di tipo generalista rivolta a un pubblico giovane, proponendo reality show, intrattenimento, telefilm, docufiction, informazione, divulgazione scientifica e sport.

## Storia
(4 novembre 1961: l'augurio di Mina al neonato canale durante il programma Studio Uno)

### Nascita e primi anni
Rai 2 inizia le sue trasmissioni regolari il 4 novembre 1961 (dopo tre mesi di trasmissioni sperimentali, iniziate il primo agosto dello stesso anno), con il nome di Secondo Programma: la nascita della seconda rete Rai è stata tenuta a battesimo da Aba Cercato, che presentò la trasmissione inaugurale del nascente canale, dedicata alla prima guerra mondiale, con la messa in onda de La trincea di Giuseppe Dessì, data la coincidenza della nascita del canale con il Giorno dell'Unità nazionale; la nascita del nuovo canale fu celebrata anche dalla cantante Mina durante il programma Studio Uno, in onda, però, sul Programma Nazionale. Il suo primo direttore fu Angelo Romanò, affiancato da Fabio Borrelli e Pier Emilio Gennarini.
Già dalla sua nascita il canale aveva lo scopo di trasmettere una programmazione alternativa a quella del Programma Nazionale, ma per molto tempo sarà considerato il canale minore della Rai: i suoi programmi avevano dei budget molto più limitati rispetto al primo canale e in più, mentre i varietà del Programma Nazionale vedevano come protagoniste le grandi star dell'epoca, sul Secondo Programma invece veniva dato spazio alle nuove leve dello spettacolo che, una volta raggiunta la popolarità, venivano "promosse" sul primo canale. Alcuni esempi in questo senso sono Diamoci del tu e Teatro 11.
Proprio per questa sua vocazione dinamica e sperimentale, il canale si rivelò una vera fucina di talenti, che sarebbero poi diventati stelle di prima grandezza del panorama televisivo e non solo, e anche di nuovi format. A partire dal 1965 sul secondo canale andarono in onda i Giochi senza frontiere, che destarono interesse in tutto il paese; inoltre nel 1969 debuttò Renzo Arbore con il varietà Speciale per voi, uno dei primi programmi televisivi rivolti al pubblico giovanile, con ospiti musicali e dibattiti in studio; nel 1967 iniziò ad essere trasmesso qui anche un altro storico appuntamento estivo, il Festivalbar, kermesse musicale che divenne un appuntamento per i giovani. Nel 1970 debuttò Rischiatutto, il famoso quiz di Mike Bongiorno, che divenne un grande successo, tanto che i vertici Rai decisero di spostarlo sul primo canale in occasione delle finali del 1972 e 1974.
Sin dal primo giorno di trasmissione, andò in onda il Telegiornale del Secondo Programma (l'attuale TG2), un breve bollettino informativo in onda subito dopo il Telegiornale, che aveva lo scopo d'informare tutti quei telespettatori che avessero perso il telegiornale del primo canale; questo notiziario, che comprendeva rapide inchieste e cronaca immediata, veniva realizzato in maniera diversa rispetto a quello del Programma Nazionale. Enzo Biagi, già direttore del Telegiornale, debuttò come conduttore nel 1962 sul Secondo Programma con RT Rotocalco Televisivo, primo rotocalco televisivo italiano.
In questi anni, sul Secondo Programma andavano in onda sceneggiati prodotti appositamente per il canale (anch'essi con un budget ridotto rispetto alle produzioni del Programma Nazionale): tra questi ci furono Mastro Don Gesualdo, L'ultima boheme, Paura per Janet e lo sceneggiato francese Belfagor, il fantasma del Louvre, quest'ultimo ritrasmesso anche sul primo canale. Nei primi anni settanta andarono in onda programmi dedicati all'animazione, come Mille e una sera e GULP! - I Fumetti in TV. Anche il secondo canale riservava un piccolo spazio alla pubblicità, in alternativa al Carosello del primo canale, con l'Intermezzo, andato in onda fino alla fine del 1976.

### La direzione Fichera
Con la riforma del 1975 il Secondo Programma assunse, nel 1976, la denominazione di Rete 2 e di conseguenza il Telegiornale del Secondo Programma diventò TG2, slegandosi dal Telegiornale (nel frattempo divenuto TG1) e divenendo completamente autonomo; la rete e il TG vennero dotati di proprie rispettive direzioni, garanti dei contenuti ivi trasmessi. Primi direttori della rete e del TG furono rispettivamente Massimo Fichera (nominato il 2 dicembre 1975) e Andrea Barbato (nominato il 16 dicembre), entrambi di espressione socialista.
La rete si proponeva come più giovanile e sperimentale rispetto alla Rete 1: qui videro la luce programmi come L'altra domenica, vista come alternativa a Domenica in, trasmesso fino ai primi anni ottanta, e Buonasera con..., programma che prevedeva la partecipazione di numerosi personaggi dello spettacolo. Sempre sotto la gestione Fichera nacquero anche programmi giudicati controversi per l'epoca come Odeon, in onda dal 1976 al 1978, Stryx, trasmesso nel 1978 e condotto da Tony Renis, Onda libera (nota con il nome di Televacca) condotta da Roberto Benigni e lo storico programma di viaggi turistici Sereno variabile, condotto da Osvaldo Bevilacqua, in onda fino al 2019. Nel 1979 la rete trasmise il film-documentario Processo per stupro.
Fu dato spazio nel palinsesto anche a Portobello, ideato e condotto da Enzo Tortora, rientrato in Rai dopo otto anni di esilio passati a dirigere emittenti locali. Il programma andò in onda a partire dal maggio 1977; inizialmente collocata in seconda serata e trasmessa in bianco e nero, dopo poco tempo divenne una trasmissione di successo tanto che dall'autunno successivo fu promossa in prima serata e iniziò ad essere trasmessa a colori (in realtà avrebbe dovuto trasmettere con tale sistema sin dalla prima puntata, in modo da essere ufficialmente il primo programma a colori del canale, ma gli studi della fiera di Milano da dove andava in onda furono attrezzati solo all'inizio del 1978).

### L'arrivo di De Berti Gambini
Fichera mantenne l'incarico fino all'ottobre 1980, quando a prendere le redini del canale fu Pio De Berti Gambini, già direttore del CPTV di Milano. Sotto la sua direzione il secondo canale della TV pubblica assunse un carattere più dedito a fiction (come Cuore, Cristoforo Colombo e In due s'indaga meglio) e varietà (come Blitz con Gianni Minà che prese il posto de L'altra domenica, Che fai, mangi? con Enza Sampò, Il cappello sulle ventitré e Quelli della notte con Renzo Arbore). Non mancavano programmi per ragazzi come Il barattolo, Tandem e Pane e marmellata, condotti da Fabrizio Frizzi, oltre che Piccoli fans e game show come Chi tiriamo in ballo?.
Erano presenti anche programmi d'inchiesta giornalistica come Mixer di Giovanni Minoli, di divulgazione culturale come Storia di un italiano, di cronaca in diretta e incentrati sul dibattito in studio; un esempio di trasmissione di dibattito è Aboccaperta, talk show ideato e condotto da Gianfranco Funari, che portava in televisione argomenti divisivi; il programma vinse il Telegatto nel 1985.
Il 3 ottobre 1983, la Rete 2 cambiò nome in Raidue: questa decisione fu presa dall'azienda per evitare che il pubblico scambiasse Rete 4, all'epoca emittente privata di proprietà Mondadori, per un'eventuale quarta rete del servizio pubblico; contemporaneamente la rete adottò come logo un cubo rosso.

### La direzione Locatelli
De Berti Gambini mantenne l'incarico fino al 1987 quando fu sostituito con Luigi Locatelli, già vicedirettore del TG2.
Con Locatelli la rete inaugurò nel 1987, a quattro anni di distanza da RaiUno, la fascia meridiana, che precedeva il TG2 con il programma Mezzogiorno è... con Gianfranco Funari, reduce dal successo di Aboccaperta, portando quella fascia a raggiungere una media d'ascolto pari al 33% di share. La trasmissione proseguì fino al 1990.
Durante la direzione di Locatelli vi fu il ritorno di Pippo Baudo in Rai con Serata d'onore al venerdì sera; sue furono anche le scelte di Renzo Arbore con Indietro tutta! e di Giuliano Ferrara che, reduce dal successo di Linea rovente su Rai 3, passò alla seconda rete conducendo Il testimone.

### Sodano, Minoli e Iseppi
Locatelli si dimise nel 1989, cedendo il posto a Giampaolo Sodano, che introdusse su RaiDue molte soap opera di successo come Capitol, Beautiful, Quando si ama e Santa Barbara. Durante la sua direzione nacquero programmi come Detto tra noi (oggi La vita in diretta), Ricomincio da due, I fatti vostri, Rock Cafè, Europop, Club 92 e L'albero azzurro.
Sodano mantenne l'incarico fino al 1993, quando a succedergli fu Giovanni Minoli, storico conduttore di Mixer, sotto la cui direzione nacquero le trasmissioni del weekend In famiglia (Mattina in famiglia, Mezzogiorno in famiglia e Pomeriggio in famiglia), ideate da Michele Guardì: il primo, nato nel 1989 come Mattina 2, è in onda ancora oggi (pur essendosi trasferito su Rai 1 dal 2010), il pomeridiano è durato solo una stagione e quello del mezzogiorno è andato in onda fino al 2019.
Minoli guidò la rete fino al 1994, quando al suo posto arrivò il coordinatore del palinsesto della rete Franco Iseppi che mantenne l'incarico dal 17 settembre al 31 ottobre (per soli 44 giorni).

### La direzione La Porta
Dopo Iseppi fu la volta del giornalista e scrittore Gabriele La Porta, che diede ampio spazio dedicato ai programmi e ai contenitori di cartoni animati per bambini e ragazzi: fu sotto la sua direzione che nacquero i blocchi Quante storie!, Quante Storie Disney e Go-Cart, in onda la sera prima del TG2, e di Domenica Disney.
In questo periodo ritornò sugli schermi anche Gianfranco Funari, dopo cinque anni dalla chiusura di Mezzogiorno è..., con il programma Napoli capitale in onda la domenica pomeriggio.

### La prima direzione Freccero
Nel 1996 La Porta cedette il posto a Carlo Freccero, che aveva diretto Italia 1 fino al 1992 e sotto il quale la rete tentò di rivolgersi a un pubblico più giovane, puntando su intrattenimento, satira, informazione e musica. Tra i nuovi programmi nati sotto la sua gestione vi sono trasmissioni satiriche come La posta del cuore, Pippo Chennedy Show, L'ottavo nano, Satyricon, varietà come Furore, Stracult e d'approfondimento come Pinocchio, Il raggio verde e Sciuscià. Non era disdegnato anche il pubblico adulto, con ...E l'Italia racconta (diventato poi Ci vediamo in TV), condotto da Paolo Limiti e in onda dal 1996 al 2000, per essere in seguito trasferito su RaiUno. Videro la luce anche altri programmi più affini stilisticamente alle TV private come i talk show sentimentali Affari di cuore, Batticuore e Scherzi d'amore condotti da Federica Panicucci e Al posto tuo condotto da Alda D'Eusanio. Nonostante il successo ottenuto, questi ultimi furono accusati di essere "TV spazzatura" e di proporre storie artefatte spacciandole per vere (tale accusa sarà rivolta soprattutto alla trasmissione della D'Eusanio da parte di Striscia la notizia, creando una querelle tra i due programmi durata parecchio tempo).
Nell'estate 1998 debuttò Incantesimo, fiction che ebbe un inaspettato successo, venendo in seguito trasferita su Rai 1 nel 2000, per poi tornare sulla seconda rete nel 2003, e di un nuovo ritorno su Rai 1 due anni dopo. A settembre 1998 arrivò alla domenica pomeriggio Quelli che il calcio, già in onda su Rai 3 e condotta da Fabio Fazio, poi Stadio Sprint, già in onda sempre su Rai 3 e la sera La Domenica Sportiva che andato in onda precedentemente prima su Rai 1 e poi su Rai 3.
La Rai 2 di Freccero puntava anche su appuntamenti alternativi: nel 1997 trasmise in diretta la rappresentazione di Marco Paolini dedicata alla strage del Vajont: lo spettacolo ebbe un successo di critica tale da ricevere l'Oscar televisivo come programma dell'anno.
Dal 25 dicembre 1999 al 6 gennaio 2000, il marchio Rai Due venne sostituito da un marchio che recava la scritta rai2000, adottato per celebrare il nuovo millennio.
A giugno dello stesso anno la rete vide il trasferimento di La vita in diretta (trasmissione in onda nella fascia pomeridiana sin dai primi anni novanta) nel pomeriggio di Rai 1, dopo il crollo degli ascolti della trasmissione per ragazzi Solletico: da quel momento fu Rai 2 ad occuparsi della programmazione per i ragazzi oltre a Rai 3, introducendo il programma Art Attack, in onda dal lunedì al venerdì nella fascia pomeridiana (fino al 2009) e il sabato e la domenica in quella mattutina (fino al 2013).
Anche Rai 2 fu oggetto, oltre a Rai 1 e Rai 3, di un processo di restyling dell'identità di rete, iniziato il 24 ottobre 2000 e culminato il 21 settembre 2003, che ha interessato l'immagine grafica e la figura delle annunciatrici.
Sempre nello stesso anno la rete, dopo il passaggio di Gad Lerner alla direzione del TG1, vide l'arrivo di Michele Santoro, che dopo una parentesi su Rai 1 con Circus propose due trasmissioni: Sciuscià, dedicato alle inchieste giornalistiche, e Il raggio verde, dedicato ai dibattiti in studio.
A partire dal 16 settembre 2000, al sabato pomeriggio, arrivò anche il programma Top of the pops.

### La prima direzione Marano
Nel 2002 arrivò Antonio Marano. Sciuscià fu sospeso e sostituito con Excalibur, programma curato da Antonio Socci, all'epoca vicedirettore della rete, che però ottenne bassi ascolti. Nel periodo della direzione Marano la rete vide la diminuzione delle fiction di successo, trasferite su Rai 1 e sostituite da numerosi telefilm, che riscossero comunque molto successo tra cui Roswell, del quale Rai 2 ha trasmesso tutte le tre stagioni; Streghe, che ha fatto registrare alla rete una media 5 milioni di telespettatori e di cui la rete ha trasmesso tutte le otto stagioni; Jericho, trasmesso durante l'estate 2007. Altre serie di successo sono Ghost Whisperer, Close to Home, Brothers & Sisters, Lost, Desperate Housewives, Cold Case - Delitti irrisolti, Senza traccia e NCIS - Unità anticrimine. Il canale si propone come generalista: nel corso degli anni ha visto reality show L'isola dei famosi, Music Farm, la prima edizione di La talpa (poi passata ad Italia 1) e La sposa perfetta; Top of the pops passò su Italia 1 e il suo posto venne preso da CD: Live.

### La direzione Ferrario e la seconda direzione Marano
Marano venne sostituito nel 2004 con Massimo Ferrario, che comunque mantenne inalterato il palinsesto del precedente direttore.
Il 17 ottobre 2005 il contenitore per ragazzi Go-Cart Mattina fu chiuso e sostituito dal similare Random.
Nel 2006 ritornò Antonio Marano: sotto questa sua seconda direzione ci fu il ritorno di Michele Santoro con Annozero e la nascita di Scalo 76, Scorie, L'era glaciale, Insieme sul Due, Italia allo specchio, il contenitore Cartoon Flakes (dal 2008, in sostituzione di Random) e l'arrivo dei talent show X Factor e Academy.
Marano tentò di mettere più in evidenza il target giovanile di Rai Due, in modo da renderla più competitiva rispetto a Italia 1, cancellando Piazza Grande in favore di un programma più giovanile (Insieme sul Due); furono cancellati anche i programmi di Alda D'Eusanio.
Nel 2009 la rete fu scelta per guidare la transizione delle trasmissioni dall'analogico al digitale: in Valle d'Aosta, Trentino-Alto Adige, Lazio, Piemonte, Sardegna, Campania, Lombardia (ad esclusione della provincia di Mantova) e nelle province di Parma e Piacenza Rai Due non fu più visibile in modalità analogica terrestre, ma solo in digitale (terrestre, satellitare o via cavo IPTV), così come disposto dal Ministero delle comunicazioni per l'attuazione del programma di migrazione nazionale dalla trasmissione televisiva in modalità analogica a quella in digitale (switch-off).

### La direzione Liofredi
Nel 2009 la rete vide l'arrivo di Massimo Liofredi, che stravolse il palinsesto ideato da Marano. Sotto la sua direzione arrivarono Monica Setta, con il programma quotidiano Il fatto del giorno, e Lorena Bianchetti a L'Italia sul 2 al posto di Francesca Senette; vennero chiusi Scalo 76, Scorie, Academy, mentre tornarono I fatti vostri, Il lotto alle otto, L'Italia sul 2 e Top of the Pops. Dopo poche puntate venne chiuso L'era glaciale, in seguito alla decisione della conduttrice di lasciare l'azienda.
Sotto la direzione di Liofredi nacquero trasmissioni come Il fatto del giorno, Due, Il più grande, L'ultima parola, Peccati - I sette vizi capitali, Cuore di mamma, Stiamo tutti bene e Secondo canale.
Nel 2010 il palinsesto della rete, con l'arricchimento dell'offerta per il digitale terrestre, cominciò ad accentuare il suo target giovanile. Nello stesso anno, nella fascia pomeridiana venne collocato il talk-show Pomeriggio sul 2, condotto da Milo Infante e Caterina Balivo, che ha portato alla cancellazione di Il fatto del giorno e L'Italia sul 2. Quest'ultimo però venne riproposto nella stagione successiva con la conduzione di Lorena Bianchetti e Milo Infante, già conduttori dell'edizione 2009.
Il 18 maggio 2010 la rete cambiò nome in Rai 2, completando il restyling a novembre con l'introduzione di nuove grafiche.
Nel 2011 avvennero molti cambiamenti: nella fascia preserale la rete vide il debutto di Maurizio Costanzo con Maurizio Costanzo Talk, che però non venne confermato per la stagione successiva. Con Liofredi tornò l'Eurovision Song Contest sulla Rai, che coincise con il ritorno dell'Italia alla competizione dopo 13 anni di assenza; la rete trasmise la finale del 14 maggio 2011, mentre la semifinale del 12 maggio venne prodotta da Rai 2 ma trasmessa su Rai 5. Il 30 marzo 2011 la rete lanciò Base Luna, trasmissione comica ideata da Marco Giusti, già ideatore di Stracult. Dal 30 maggio 2011 la rete, a distanza di ventitré anni, ritrasmise in replica le puntate dello storico show Indietro tutta! nella fascia oraria delle 6:00 del mattino. A metà giugno chiuse Annozero.
Poco prima della rimozione dal suo incarico, Liofredi presentò il palinsesto di Rai 2 da giugno a dicembre 2011. In estate Simona Ventura aveva ufficializzato il proprio passaggio a Sky: per sostituirla a Quelli che il calcio fu chiamata Victoria Cabello, mentre L'Isola dei famosi, dopo un'iniziale incertezza sulla sua realizzazione, fu affidata a Nicola Savino. Nell'autunno 2011 Francesco Facchinetti condusse il nuovo talent-show Star Academy in sostituzione di X Factor (passato su Sky Uno). Da lunedì 19 settembre 2011, in seconda serata, partì anche Delitti rock, che ricostruiva le biografie delle più famose rock-star, condotto da Massimo Ghini. Al sabato e alla domenica, nella fascia mattutina, arrivò la trasmissione per bambini Cartoon Magic, condotta da Ruggero Pasquarelli e Ambra Lo Faro.
Liofredi mantenne l'incarico fino al 20 luglio 2011, dopodiché fu trasferito a Rai Ragazzi.

### La direzione D'Alessandro
A partire dal 20 luglio 2011 la rete fu guidata da Pasquale D'Alessandro, già vicedirettore di Rai 3, direttore di Rai 5 e autore televisivo (tra gli altri del programma Novecento).
Sotto la sua direzione il talk show L'ultima parola, di Gianluigi Paragone, solo per la prima puntata venne spostato in prima serata, per poi tornare in seconda serata la settimana successiva. La rete vide il ritorno di Gene Gnocchi all'interno della trasmissione La domenica sportiva e la chiusura, dopo solo tre puntate, del talent show Star Academy (voluto dal precedente direttore Liofredi) a causa dei bassi ascolti registrati.
Inoltre, nel 2011, chiuse anticipatamente a pochi giorni dalla prima puntata (prevista per il 1º ottobre) Top of the Pops, programma voluto da Liofredi. Nacque anche un nuovo programma d'inchiesta in seconda serata, curato da Giovanni Minoli e condotto da Federica Cellini, intitolato I nuovi mille. Il 9 novembre 2011 la rete vide il ritorno della fiction L'ispettore Coliandro in replica, sospeso dopo una settimana a causa dei bassi ascolti. Il 30 novembre 2011 su Rai 2 debuttò, in seconda serata, un programma di reportage di otto puntate dal titolo Tracce.
Nel 2012 avvennero alcuni cambiamenti. Il 24 gennaio, al posto di L'Italia sul 2, debuttò il programma Rai 2: Istruzioni per l'uso, condotto da Emanuela Falcetti con uno speciale dedicato all'affondamento della nave da crociera Costa Concordia all'isola del Giglio. La trasmissione andò in onda per una sola puntata.
Dal 25 gennaio 2012 la rete vide il ritorno del reality show L'isola dei famosi con Nicola Savino e il giorno dopo partì la striscia quotidiana condotta da Vladimir Luxuria. Dal 28 gennaio 2012 debuttò London Live 2.0, condotto da Daniele Battaglia e in onda ogni sabato pomeriggio in sostituzione di Top of the Pops. Il 14 aprile, subito dopo London Live 2.0, debuttò il programma Guardami. Il 16 aprile debuttò in prima serata Eva Riccobono con il programma di divulgazione scientifica Eva, sospeso dopo due puntate e poi tornato in onda tra giugno e luglio in seconda serata. Il 17 aprile debuttò in seconda serata il programma di economia NUM3R1, condotto dal giornalista Marco Cobianchi.
Il 9 maggio 2012, dopo il successo ottenuto durante la maratona Telethon 2011 su Rai 1, approdò nella seconda serata della rete il programma Super Club, condotto da Luca Barbarossa e Max Giusti. Dal 10 maggio 2012 arrivò su Rai 2 il programma comico Italia Coast2Coast, condotto da Laura Barriales insieme al Trio Medusa; il programma venne cancellato alla seconda puntata a causa dei bassi ascolti registrati.
Come l'anno prima, la seconda rete Rai trasmise la finale dell'Eurovision Song Contest, dove Nina Zilli arrivò nona, e l'ascolto migliorò di un punto percentuale. Il 13 settembre 2012 partirono un nuovo reality show, Pechino Express, e un nuovo programma con Enrico Bertolino, Wikitaly, in onda dal 20 settembre. Sempre in autunno la rete vide l'arrivo di 90º Minuto - Serie B da Rai 3 a Rai 2 al sabato pomeriggio.
Il 17 settembre 2012 partì il nuovo talk show pomeridiano Parliamone in famiglia, in sostituzione di L'Italia sul 2, condotto da Lorena Bianchetti, che doveva durare fino a giugno dell'anno successivo, il 2013, ma, dopo appena un mese e mezzo e 6 sole settimane di programmazione, il 26 ottobre 2012 se ne decise la chiusura definitiva a causa dei bassi ascolti registrati. Dal 29 settembre, ogni sabato pomeriggio, va in onda Teen Manager, un programma in cui alcuni adolescenti sono costretti a misurarsi con la gestione del budget familiare. Da novembre, dopo la fine di Pechino Express, la rete vide l'arrivo da Rai 1 del game show Un minuto per vincere in prima serata, condotto da Nicola Savino. Nel mese di novembre iniziò lo show comico Made in Sud, condotto da Elisabetta Gregoraci e Gigi e Ross e prima in onda su Comedy Central.

### La direzione Teodoli
Il 29 novembre 2012 è stato nominato come nuovo direttore Angelo Teodoli, già collaboratore di Fabrizio Del Noce e di Antonio Marano.
Nel gennaio 2013 Teodoli presenta alla stampa il suo programma per rilanciare la rete, in crisi d'identità e di ascolti; la prima decisione è stata la chiusura di Rai Boh (programma di seconda serata condotto da Francesco Facchinetti) dopo una sola puntata a causa dei bassi ascolti. Dal 10 giugno 2013 è andata in onda la nuova serie dei Digimon, dopo 9 anni di assenza dal palinsesto: la sesta serie è stata prima trasmessa all'interno di Cartoon Flakes, poi trasferita su Rai Gulp nell'autunno successivo. Da mercoledì 27 febbraio in esclusiva, è tornato Roberto Benigni con lo spettacolo Tutto Dante per 12 puntate settimanali, che però non raccoglie il successo sperato; da giovedì 28 febbraio va in onda la seconda edizione di Made in Sud per 13 settimane, mentre giovedì 7 marzo ha debuttato The Voice of Italy (che, idealmente, raccoglie l'eredità delle vecchie edizioni di X-Factor trasmesse da Rai 2 sotto la conduzione di Francesco Facchinetti fino al 2010); inoltre da venerdì 8 marzo viene trasmessa la nuova e inedita quarta stagione di Rex (in precedenza trasmesso su Rai 1).
Dal 18 marzo parte Detto fatto, un nuovo programma pomeridiano che occupa lo spazio affidato fino all'autunno 2012 a Parliamone in famiglia (orario 14:00-16:00), è condotto da Caterina Balivo, è di tipo factual e va in onda dal lunedì al venerdì. Dal 30 aprile va in onda lo show comico Aggratis! in seconda serata con la conduzione di Fabio Canino e Chiara Francini. L'Eurovision Song Contest (dove Marco Mengoni, che porta la canzone L'essenziale vincitrice di Sanremo, arriva settimo) migliora ancora il suo ascolto, sfiorando i due milioni e il 10%. Dal 3 luglio è tornata in prima serata l'informazione con Virus - Il contagio delle idee, programma condotto dal vicedirettore di Il Giornale Nicola Porro, già conduttore in passato di In onda su LA7 con Luca Telese.
Luigi Gubitosi, direttore generale della Rai, a maggio aveva dichiarato che, da settembre, Rai 1, Rai 2 e Rai 3 sarebbero state trasmesse in simulcast in alta definizione sul digitale terrestre e sul satellite. Tali canali in HD sbarcano il 26 settembre 2012 su tivùsat, mentre sul digitale terrestre arriveranno solo il 20 settembre 2016.
L'8 settembre 2013 inizia la seconda edizione di Pechino Express e dall'11 novembre per cinque settimane Made in Sud passa in prima serata.
Il 2014 si apre con l'inizio di una soap opera: Pasión prohibida, trasmessa a partire dal 7 gennaio dalle ore 14.00 ma sospesa dopo sole due settimane a causa degli scarsi indici di ascolto. La telenovela ha ripreso la messa in onda con i nuovi episodi durante i mesi estivi, a partire dal 6 giugno. Il 27 gennaio parte un nuovo reality: Boss in incognito, con Costantino della Gherardesca.
Dal 5 gennaio la versione del fine settimana del contenitore per ragazzi Cartoon Flakes è stata sospesa, sostituita prima da film vicini a un target familiare, per poi tornare in autunno. A giugno, a causa di qualche disguido causato dalla rubrica sportiva Mondiale Replay e dallo spostamento nella fascia mattutina della soap Pasión prohibida, la versione feriale è stata sospesa temporaneamente per poi essere ripristinata a fine mese. Il 25 luglio, il contenitore Cartoon Flakes è stato cancellato senza preavviso, anche perché tre giorni dopo, il 28 luglio, anche la versione feriale per ragazzi quotidiana è stata cancellata, sostituita dai telefilm per motivi imprevisti, mentre dal 10 agosto viene riaperta solo la versione della domenica mattina senza il contenitore.
Dall'8 settembre è partito il palinsesto autunnale della rete: oltre alle conferme al mattino di I Fatti Vostri e di Detto Fatto al pomeriggio, si assiste al debutto di SuperMax TV, spin-off della trasmissione radiofonica di Rai Radio 2, condotta da Max Giusti e Gioia Marzocchi, che ottiene bassi ascolti e viene cancellato a dicembre. Dal 20 settembre è tornato in onda Mezzogiorno in famiglia nel fine settimana, con l'arrivo di Alessia Ventura al posto di Laura Barriales. Dal 27 settembre invece ogni sabato pomeriggio va in onda Fattore ALFA, un nuovo programma condotto da Alessio Sakara.
In prima serata invece il 7 settembre è iniziata la terza stagione di Pechino Express, l'11 settembre la nuova edizione di Virus - Il contagio delle idee, mentre dal 23 settembre è partita la nuova stagione di Made in Sud. Sempre in prima serata, il 17 novembre, è iniziato un nuovo programma di tipo scientifico: La papera non fa l'eco, condotto da Max Giusti. Il 25 novembre inizierà un nuovo programma culinario, Il più grande pasticcere, condotto da Caterina Balivo.
Il 6 ottobre sono terminate le trasmissioni notturne dell'Università telematica internazionale "UniNettuno".
In seconda serata, il 20 ottobre, iniziò un nuovo programma comico, Quanto manca, condotto da Katia Follesa. Il 28 dicembre 2014, dopo la chiusura di Cartoon Flakes avvenuta il 25 luglio scorso, e il successivo calo di ascolti, la fascia mattutina è stata cancellata, sancendo così la fine della programmazione dei cartoni animati mattutini di Rai 2 dopo 27 anni. Il buco lasciato libero da questa fascia è stato poi riempito da telefilm tutti i giorni e da documentari per il week-end.
Dal 25 febbraio parte la terza edizione di The Voice of Italy.
Il 23 febbraio 2016 partì la settima edizione di Made in Sud su Rai 2 in prima serata, fino al 24 maggio.
Dal 15 dicembre 2015 va in onda un nuovo show comico in seconda serata chiamato Fatti unici.
A gennaio 2016 partono, invece, le prime visioni di Limitless (3 gennaio), della sesta stagione di NCIS: Los Angeles (12 gennaio), della seconda stagione di The Blacklist (15 gennaio) e della quinta stagione di Hawaii Five-0 (20 gennaio).

### La direzione Dallatana
Dal 18 febbraio 2016 viene nominato direttore di rete l'ex ad di Magnolia Ilaria Dallatana. Tra le prime decisioni prese ci sarà la cancellazione di Virus - Il contagio delle idee, decisione presa per via dei bassi ascolti collezionati e per via degli ascolti non in linea con il target prefissato dalla Rai; Dallatana proporrà a Nicola Porro una nuova trasmissione alla domenica nel preserale, offerta che Porro rifiuterà decidendo di passare a condurre Matrix, in sostituzione di Luca Telese per i suoi altri progetti. La direttrice affiderà il nuovo programma ad Annalisa Bruchi, già conduttrice di 2Next - Economia e Futuro, che prenderà il nome di Tabloid.
Mentre il nuovo programma informativo sarà Nemo - Nessuno escluso di Alessandro Sortino, ci sarà inoltre il debutto di nuovi docu-reality come: Il collegio, Giovani e ricchi e Mai più bullismo.
Fiore all'occhiello dei primi mesi della direzione Dallatana furono: l'artista Mika, che condusse lo show Stasera casa Mika con la partecipazione di Virginia Raffaele, e Michele Santoro, dopo cinque anni di assenza, con la trasmissione Italia. Inoltre, vi fu il ritorno dello storico programma Milano-Roma.
Dallatana ha inoltre deciso la chiusura di The Voice of Italy dopo quattro edizioni per bassi ascolti, chiarendo però che la rete non avrebbe abbandonato il genere dei talent show puntando così su Italian Idol, versione italiana del talent show canoro American Idol, salvo poi rinunciarvi.
In occasione dei Giochi della XXXI Olimpiade di Rio de Janeiro, dal 5 agosto il canale in alta definizione è stato attivato, assieme alle versioni di Rai Sport 1 e Rai Sport 2 al canale 226 della piattaforma Sky Italia.
Il 12 settembre 2016, Rai 2 cambia il logo e le grafiche insieme a Rai 1, Rai 3 e Rai 4.
L'attrice comica Virginia Raffaele esordisce nel suo primo one-woman show, in onda dal 18 maggio 2017 per quattro puntate in prima serata, Facciamo che io ero, inizialmente previsto per Rai 3.
Con la direzione Dallatana torna, dopo diversi anni, anche la produzione di fiction italiane rivolte specificatamente a Rai 2; i primi titoli proposti sono Rocco Schiavone e La porta rossa, oltre a un nuovo ciclo dell'Ispettore Coliandro, che ottengono ottimi riscontri di pubblico e critica.
Dal 31 marzo 2017 torna, dopo 10 anni di assenza, per quattro puntate (più lo speciale estivo Furore Summer andato in onda il 28 giugno), il programma musicale Furore condotto da Alessandro Greco affiancato da Gigi e Ross.
Dal 3 giugno 2017, dopo 3 anni di assenza e anche dopo la soppressione di Cartoon Flakes, viene ripristinata la fascia mattutina dedicata ai cartoni animati, solo il sabato in via sperimentale, trasmettendo per la prima volta la versione restaurata dell'anime Le avventure di Tom Sawyer con 2-3 episodi consecutivi. Dal 18 settembre, venne confermata la presenza giornaliera di questa fascia con due anime in prima visione (Chi - Casa dolce casa e Battle Spirits - Heroes) nei giorni feriali, e gli episodi inediti di Chi Rho - I misteri del tempo il sabato. Tuttavia, la fascia non raggiunse la quantità di ascolti sperati, e dal 1º gennaio 2018 la fascia dei cartoni animati fu soppressa nuovamente in favore di telefilm.
Dal 12 giugno 2017 va in onda la seconda stagione di Non uccidere; la prima era stata trasmessa su Rai 3.
Dal 4 settembre 2017 approda per la prima volta su Rai 2, dopo cinque anni di assenza dal teleschermo, la sit-com Camera Cafè.

### La direzione Fabiano
Il 12 ottobre 2017 Ilaria Dallatana lascia la direzione della rete per motivi personali e al suo posto arriva Andrea Fabiano, già direttore di Rai 1. Con Dallatana lascia anche la vicedirettrice Francesca Canetta, che aveva la delega al Palinsesto e al Marketing.
Il 31 ottobre 2017 parte la seconda stagione dello show Stasera casa Mika.
L'11 e il 13 dicembre 2017, in occasione dei 30 anni della trasmissione Indietro tutta!, è andato in onda uno speciale dal titolo Indietro tutta! 30 e l'ode, condotto da Renzo Arbore e Nino Frassica con la partecipazione di Andrea Delogu.
Dal 9 gennaio 2018 parte la terza edizione di Stasera tutto è possibile.
Il 14 marzo inizia ad andare in onda la fiction poliziesco-mafiosa Il cacciatore con Francesco Montanari e Miriam Dalmazio.
il 24 marzo torna The Voice of Italy, sospeso l'anno precedente dalla direttrice Dallatana, condotto questa volta da Costantino delle Gherardesca, con una giuria rinnovata composta da J-Ax, Cristina Scabbia, Francesco Renga e Albano e un numero di puntate inferiore alle edizioni passate. L'edizione è stata vinta da Maryam Tancredi.
Nel mese di settembre, la rete trasmette in prima serata le partite della nazionale italiana nel Campionato mondiale di pallavolo maschile 2018.

### La seconda direzione Freccero
Il 27 novembre 2018 il CdA della Rai nomina nuovamente Carlo Freccero direttore di Rai 2, in sostituzione di Andrea Fabiano.
Tra i primi atti della sua direzione vi è la cancellazione di programmi come B come Sabato e Nemo, il primo per bassi ascolti e il secondo per essere successivamente diviso in due trasmissioni distinte, ossia Popolo sovrano, condotto da Alessandro Sortino, Eva Giovannini e Daniele Piervincenzi e Realiti, condotto da Enrico Lucci. Debutta, inoltre, C'è..., tre puntate a carattere monografico con filmati delle teche su tre personaggi che hanno caratterizzato la TV pubblica (Celentano, Grillo e Benigni).
Tra gennaio e febbraio 2019 il TG2 introduce alcune novità, tra cui un'edizione flash alle 8:30, la rubrica TG2 Italia e l'approfondimento serale TG2 Post.
Nello stesso anno ritorna, dopo alcuni anni di assenza dalla Rai, Simona Ventura; tra i primi programmi da lei condotti vi è la sesta edizione di The Voice of Italy. Sempre la Ventura, dal 15 settembre successivo, conduce La domenica Ventura (diventato due mesi più tardi Settimana Ventura), trasmissione coprodotta con Rai Sport che va a sostituire Mezzogiorno in famiglia.
Dal 28 settembre dello stesso anno approda da Rai 1 Fabio Fazio con Che tempo che fa, preceduto dall'anteprima Che tempo che farà in onda dalle 19:30 alle 20:30.
Altro programma proveniente dalla rete ammiraglia è Petrolio, con Duilio Giammaria, che debutta su Rai 2 dal 1º novembre con 5 puntate speciali intitolate Petrolio Files e in seguito dal 6 dicembre in prima serata.
Il 28 novembre Freccero lascia la direzione, in quanto non gli viene rinnovato il contratto per sopraggiunti limiti di età. In attesa della nomina di un nuovo direttore, Fabrizio Salini assume la direzione ad interim della rete.

### La direzione Di Meo
Nel gennaio 2020 l'amministratore delegato della Rai Fabrizio Salini nomina nuovo direttore di Rai 2 Ludovico Di Meo, già vicedirettore del TG2 e di Rai 1. Da sabato 7 marzo prende il via lo spin off Casa Detto fatto alle ore 11:15. Dal 9 marzo viene ripristinata anche la fascia mattutina dedicata ai cartoni animati con il ritorno, dopo sette anni d'assenza, del programma L'albero azzurro; la fascia viene, però, cancellata dopo appena due settimane per tornare su Rai Yoyo.
Nella stagione 2020-2021, ampio spazio viene concesso alla comicità: in prima serata Enrico Brignano è il protagonista di Un'ora sola vi vorrei, mentre nella seconda serata debutta Una pezza di Lundini, show condotto da Valerio Lundini. Viene proposto Fuori Tema con Ale e Franz durante gli ultimi mesi del 2020 e Stasera con Uccio con Uccio De Santis.
Vengono riconfermati: I fatti vostri, sempre con la guida di Giancarlo Magalli affiancato da questa edizione dalla ballerina Samanta Togni, già coach di Ballando con le stelle, con la riconferma di Umberto Broccoli e Paolo Fox, mentre alla direzione d'orchestra ritornò il maestro Stefano Palatresi dopo anni di assenza sostituendo Demo Morselli. Arriva nel cast anche Mary Segneri che cura la rubrica di cucina; Quelli che il calcio alla domenica pomeriggio con Mia Ceran, Luca e Paolo e il reality Il collegio, che giunge alla sua 5 edizione.
Nella fascia del pomeriggio dal lunedì al venerdì alle 14:00 approda il programma d'informazione Ore 14 condotto da Milo Infante, che ritorna nel primo pomeriggio dopo 6 anni di assenza. Detto fatto sempre con la conduzione di Bianca Guaccero affiancata da Johnatan Kashanian, Carla Gozzi e Gianpaolo Gambi, slitta alle 14:55 e poi successivamente alle 15:15.
Nel pomeriggio del sabato alle 14:00 arriva Paola Perego con un il talk-show dal titolo Il filo rosso con la durata fino alle 15:30.
Durante i Giochi della XXXII Olimpiade, Rai 2 ne ha trasmesso 24 ore su 24 le gare in diretta e in replica, le premiazioni, approfondimenti, le cerimonie di apertura e chiusura e il programma correlato Il circolo degli anelli. Le uniche interruzioni avvenivano solo in occasione delle edizioni principali del TG2.
La stagione 2021-2022, invece, si presenta con alcune novità nel palinsesto: Giancarlo Magalli lascia dopo diverse stagioni la conduzione de I fatti vostri, per approdare nel tardo pomeriggio alle 17:15 con il quiz Una parola di troppo. Al suo posto arriva alla conduzione Salvo Sottile affiancato da Anna Falchi con la partecipazione dei riconfermati Umberto Broccoli, Paolo Fox e Stefano Palatresi con la sua orchestra. Mentre come new entry arriva Emanuela Aureli che cura gli spazi comici.
Vengono riconfermati Ore 14 di Milo Infante e Detto fatto con il cast invariato, mentre Il filo rosso al sabato pomeriggio viene cancellato.
Nella fascia del mezzogiorno del sabato ritorna, dopo 19 anni di assenza su Rai 1, il programma Check-up con Luana Ravegnini dalle 11:15 alle 12:00, e dalle 12:00 alle 13:00 il quiz show Dolce Quiz, condotto da Alessandro Greco con la partecipazione di Ernst e Frau Knam. Da gennaio 2022 lo show viene sostituito dalle repliche di Onorevoli confessioni di Laura Tecce e poi da Fatto in casa da mamma e papà di Flora Canto.
Inoltre, Quelli che il calcio lascia dopo oltre 23 anni la fascia della domenica pomeriggio per approdare alla prima serata del lunedì sempre con Mia Ceran, Luca e Paolo con il nuovo titolo Quelli che il lunedì: per risollevare i bassi ascolti, si decide di spostarlo al giovedì (diventando Quelli che...), fino alla chiusura definitiva. Nel pomeriggio domenicale debutta Mompracem - L'isola dei documentari, condotto da Duilio Giammaria e prodotto da Rai Documentari, mentre nella fascia del mezzogiorno della domenica arriva Citofonare Rai 2, condotto da Paola Perego e Simona Ventura, in onda dalle 11:15 alle 13:00.
Il 16 dicembre 2021 alle 21:20 è stato trasmesso 60 sul 2, un programma condotto da Emanuela Fanelli e realizzato per celebrare i 60 anni della seconda rete, contenente spezzoni dei suoi programmi storici e interventi dei conduttori storici.

### Stagione 2022-2023
Nella stagione 2022-2023 la rete prova a cercare una nuova identità: vengono riconfermati i programmi principali come la finestra televisiva di Radio 2 Social Club, I fatti vostri e Ore 14 accompagnati da numerose novità.
Nella prima mattina arriva Viva Rai2! condotto da Fiorello con Fabrizio Biggio e Mauro Casciari in onda dalle 7:15 alle 8:00, seguito da …e viva il videobox.
Al pomeriggio debuttano BellaMa' (talk show basato sul confronto generazionale) condotto da Pierluigi Diaco e Nei tuoi panni con Mia Ceran.
Nel weekend, oltre alla riconferma di Citofonare Rai 2 con Paola Perego e Simona Ventura (la domenica mattina), Cook40' con Alessandro Greco e Check up (il sabato mattina), debuttano anche, al sabato pomeriggio, Ti sembra normale? (game show condotto da Pierluigi Pardo) e Top - Tutto quanto fa tendenza (da Rai 1), e la domenica pomeriggio Vorrei dirti che con Elisa Isoardi e Domenica Dribbling (a cura di Rai Sport).
In prima serata confermati Il Collegio, Boss in incognito, Stasera tutto è possibile e la seconda edizione di Dalla strada al palco ma anche tante novità come Boomerissima con Alessia Marcuzzi, Non sono una signora con Alba Parietti, Mi casa es tu casa con Cristiano Malgioglio e Che c'è di nuovo con Ilaria D'Amico (poi chiuso per bassi ascolti).
Promozione in prima serata per Belve con Francesca Fagnani.
La seconda serata si accende con l'intrattenimento per ben tre sere a settimana (martedì, mercoledì, giovedì) con Stasera c'è Cattelan su Rai 2 e la seconda edizione di Bar Stella con Stefano De Martino.
Anche informazione in seconda serata con Re Start il lunedì.
Dal 30 gennaio 2023 il canale è visibile anche tramite l'applicazione Sky Go su smartphone, tablet e PC.
Durante la settimana di Sanremo, dal 7 all'11 febbraio 2023, è andato in onda Muschio selvaggio, condotto da Fedez, Luis e Martin Sal e Beppe Vessicchio.
La Rai inoltre, annuncia che il 9 e l'11 maggio 2023 verranno trasmesse su Rai 2 le due semifinali della 67ª edizione dell'Eurovision Song Contest, che si terrà a Liverpool, nel Regno Unito. La finale invece, verrà trasmessa su Rai 1 il 13 successivo.

### Stagione 2023-2024
Il daytime feriale vede il simulcast della trasmissione Radio 2 Happy Family con Ema Stokholma e i Gemelli di Guidonia nel tardo pomeriggio e Il mercante in fiera con Pino Insegno in preserale.
A I fatti vostri Salvo Sottile viene sostituito da Tiberio Timperi.
La domenica pomeriggio arriva il contenitore Rai Sport Live all'interno del quale vengono trasmessi eventi sportivi in diretta.
In prima serata tornano la domenica Il collegio (ottava edizione) e La caserma con la seconda edizione. Il martedì tornano Belve di Francesca Fagnani e la seconda stagione di Boomerissima di Alessia Marcuzzi.
Il giovedì sera vengono trasmessi documentari riguardanti casi di cronaca nera.
In seconda serata (il martedì e il mercoledì) tornano Stasera c'è Cattelan su Rai 2 e Bar Stella affiancati dalla novità Pour Parler.
Il lunedì arriva il nuovo programma di informazione Tango con Luisella Costamagna e il giovedì viene confermato Storie di donne al bivio con Monica Setta.

## Struttura dirigenziale
L'attuale struttura dirigenziale vede come direttore ad interim Massimo Lavatore, mentre come vicedirettori vede:
- Giorgio Buscaglia (palinsesto, marketing, cinema e fiction)
- Fabio Di Iorio (intrattenimento)
- Milo Infante (infotainment)
- Paolo Corsini (informazione)
- Adriano De Maio (società e cultura)

## Palinsesto attuale

### Programmi televisivi

#### Eventi
- Eurovision Song Contest (1966-1970, 1974, 1978, 1980, 1984-1985, 1987, 1990, 1992, 2011-2015, dal 2023)[22]
- Telethon (dal 1990, anche su Rai 1 e Rai 3)
- Musicultura (1995-1999, 2006, 2011-2012, dal 2020)
- Concerto di Capodanno di Vienna (dal 2004)
- Notte dei serpenti (dal 2024)
- Junior Eurovision Song Contest (dal 2024, prima su Rai 1 e Rai Gulp)

#### Informazione
- TG2 (dal 1961)
- Tribuna elettorale (dal 1981)
- Appuntamento al cinema (dal 1981, anche su Rai 1 e Rai 3)
- TG Parlamento (dal 1993, anche su Rai 1 e Rai 3)
- Rai Meteo (dal 2018, in onda anche sulle altre reti Rai)
- TG2 Post (dal 2019)
- Ore 14 (dal 2020)
- Detectives - Casi risolti ed irrisolti (dal 2021)
- Tango (dal 2023)
- Punti di vista (dal 2023)

#### Intrattenimento
- I fatti vostri (dal 1990)
- Boss in incognito (2014-2018, 2020, dal 2022)
- Stasera tutto è possibile (dal 2015)
- Radio 2 Social Club (dal 2019)
- I lunatici (dal 2021)
- Belve (dal 2021, prima sul Nove)
- Performer Italian Cup (dal 2021)
- Paradise - La finestra dello showbiz (dal 2022)
- BellaMa' (dal 2022)
- Top - Tutto quanto fa tendenza (dal 2022, prima su Rai 1)
- Videobox (dal 2022)
- Pizza Doc (dal 2023)
- Underdog - Ho scommesso su di me (dal 2023)
- Raiduo con Ale e Franz (dal 2023)
- Gli occhi del musicista (dal 2023)
- Storie di donne al bivio (dal 2023)
- The Floor - Ne rimarrà solo uno (dal 2024)
- Mad in Italy (dal 2024)
- La porta magica (dal 2024)
- Playlist - Tutto ciò che è musica (dal 2024)
- La mia metà (dal 2024)

#### Game show
- Cook40' (dal 2022)
- Love Game. Il gioco dell'amore (dal 2024)

#### Divulgazione
- Bellissima Italia (dal 2020)
- Vivitalia - Alle origini della festa (dal 2021)
- Italian Green - Viaggio nell'Italia sostenibile  (dal 2022)
- DonnAvventura Green (dal 2022, prima su Rai 1 e Rete 4)
- Quasar (dal 2023)
- Dreams Road (dal 2023)
- Paese che vai (dal 2023, prima su Rai 1)
- Origini (dal 2023)

#### Sport
- Il processo alla tappa (1962-1970, dal 2016)
- La Domenica Sportiva (dal 1998, prima su Rai 1 e Rai 3)
- La Domenica Sportiva Estate (dal 1999, prima su Rai 1 e Rai 3)
- TG Sport (dal 2007)
- Dribbling (1973-2023, dal 2024)
- Il Sabato al 90º (dal 2025)
- Il Processo al 90º (dal 2025)

#### Eventi sportivi
- Sci alpino (solo gare svolte in Italia e campionati mondiali di sci alpino)
- Ciclismo
- Giochi olimpici
- Giochi paralimpici
- Tennis
- Pallavolo
- Atletica leggera
- Nuoto
- Serie A femminile
- Sei Nazioni
- Scherma

#### Fiction
- Rocco Schiavone (dal 2016)
- Mare fuori (dal 2020)
- Stucky (dal 2024)
- Prisma (dal 2025)

#### Serie TV
- Il commissario Köster (dal 1986)
- Squadra Speciale Cobra 11 (dal 1998)
- NCIS - Unità anticrimine (dal 2005)
- Squadra Speciale Colonia (dal 2010)
- Squadra Speciale Stoccarda (dal 2011)
- La nave dei sogni (dal 2012)
- La nave dei sogni - Viaggio di nozze (dal 2012)
- Delitti in Paradiso (dal 2012, prima su Fox Crime)
- Heartland (dal 2013, prima su Rai 1)
- Il commissario Dupin (dal 2014)
- Il commissario Lanz (dal 2014)
- Ultima traccia: Berlino (dal 2017)
- Gli omicidi del lago (dal 2018)
- Squadra Omicidi Barcellona (dal 2018)
- S.W.A.T. (dal 2018)
- The Rookie (dal 2019)
- 9-1-1 (dal 2019)
- FBI (dal 2019)
- 9-1-1: Lone Star (dal 2021)
- FBI: International (dal 2022)
- Professor T. (dal 2022)
- Crossword Mysteries (dal 2023)
- Squadra fluviale Elbe (dal 2024)
- Le indagini di Sister Boniface (dal 2024)
- Panda (dal 2024)
- Sorelle e delitti (dal 2024)
- Ritorno in Paradiso  (dal 2025)
- Elsbeth  (dal 2025)
- NCIS: Origins  (dal 2025)
- Oltre il Paradiso  (dal 2025, prima su Canale 5)
- Hannah Swensen indaga  (dal 2025)
- Will Trent  (dal 2025)
- Gli omicidi dell'isola  (dal 2025)
- Squadra Omicidi Spalato (dal 2025)

## Annunciatrici
Dal 1961 al 2003 gli annunci ufficiali sono stati affidati alle "signorine buonasera". Annunciatori della rete sono stati Livio Beshir, Natasha Cicognani (entrambi dal 5 luglio 2008 al 31 luglio 2009) e Janet De Nardis e Arianna Marchetti (entrambe dal 22 settembre 2003 al 31 luglio 2009). Paolo Buglioni e Isabella Pasanisi sono gli speaker principali dei promo della rete (vedi quarta generazione del doppiaggio italiano). Le letture dei telegiornali invece erano storicamente affidate a Piero Bernacchi e Teresa Piazza, annunciatrice del TG2.
Da sabato 1º maggio 2010 la seconda rete Rai vede il ritorno nel ruolo di annunciatrice, dopo ben 7 anni di ricorsi, di Alessandra Canale, già storica signorina buonasera Rai dal 1984 al 2004.
Dal lunedì al venerdì gli annunci vanno in onda alle 9:15 e alle ore 17:45. Il sabato e la domenica gli annunci della mattina sono alle 9:30 e alle 17:10 prima di 90º minuto. In alcune occasioni anche alle 21:15 quando c'è in programma un film o telefilm adatto al solo pubblico adulto. Agli annunci giornalieri, si aggiungono quelli promozionali.
Dal 9 giugno 2013 al 2016 la sigla che apriva e chiudeva gli annunci era la canzone Follow me dei Muse.
Nel 2016 la Rai rinuncia alla figura della signorina buonasera dopo 62 anni; d'ora in poi il palinsesto verrà mostrato attraverso una grafica ed enunciato da una voce fuori campo.
Dal 1º gennaio 2023 i rulli grafici sono stati ridotti per durata e privati della voce fuori campo degli speaker della Rai.

## Orari delle trasmissioni

### 1961-1967: programmazione serale
Dal 4 novembre 1961 al 5 febbraio 1967, il Secondo Programma trasmetteva solo in orario serale, ovvero dalle ore 21:00, tranne nei giorni festivi durante i quali le trasmissioni riprendevano in orario preserale.

### 1967-1973: programmazione variabile
Il 6 febbraio 1967 le trasmissioni, per la prima volta dopo 5 anni, ripresero in orario pomeridiano, ovvero alle 18:00 circa, per terminare verso le 23:30, con una pausa tra le 19:30 e le 21:00. 
Proprio dal febbraio 1967 al 1968, nella fascia oggi definita "preserale", il secondo canale trasmise Non è mai troppo tardi. Dopo la conclusione definitiva di tale trasmissione, dal 1967 le trasmissioni riprendevano alle ore 18:30.
Tuttavia, in altre occasioni, le trasmissioni potevano riprendere solamente in orario serale, così come accadeva prima del 6 febbraio 1967. Tale regime orario fu sovente, ad esempio, tra il 1970 ed il 1973.
Si consideri che, in occasioni speciali, o durante la messa in onda di trasmissioni particolari, le trasmissioni potevano riprendere anche prima o in orari diversi da quelli sopraccitati.

### 1973 - 1976: programmazione pomeridiana regolare
Ad ogni modo, dal 2 dicembre 1973, le trasmissioni iniziavano regolarmente alle 18:45, per poi stabilizzarsi alle ore 18:30 circa nel corso del 1976.
Il palinsesto estivo, invece, prevedeva l'inizio delle trasmissioni alle ore 20:30 circa, fino all'estate del 1976.

### 1976-1980: programmazione mattutina
Nell'autunno 1976 la Rete 2 coprì con le sue trasmissioni anche la fascia mattutina, con un ritardo di quasi nove anni rispetto alla Rete 1. Dal 25 ottobre 1976 (con la nascita dell'edizione delle 13:00 del TG2) al 5 ottobre 1980 le trasmissioni iniziavano alle 12:30, con una pausa pomeridiana tra le 14:00 e le 17:00.
Per quanto riguarda i giorni festivi, le trasmissioni iniziavano alle ore 14:00 già fin dal 28 marzo 1976, giorno in cui fu avviato il programma L'altra domenica. Ogni giorno, a causa dell'evento sportivo "Coppa del mondo di sci", le trasmissioni iniziavano alle ore 10:00. Nelle estati 1977 - 1979 le trasmissioni pomeridiane riprendevano alle ore 18:15, in conformità agli orari della Rete 1 e la Rete 3 dal 15 dicembre 1979.

### Dal 1980 a oggi: programmazione 24 ore su 24
Il 6 ottobre 1980 venne eliminata la pausa pomeridiana nei giorni feriali. Nei giorni festivi l'orario di inizio venne anticipato alle 10:00. L'orario di chiusura delle trasmissioni, fino al 27 gennaio 1986, fu oscillato tra le 23:30 e l'1:00 di notte.
Dal 3 ottobre 1983 l'orario dei giorni feriali fu anticipato alle 12:00. Dal 28 gennaio 1986 l'orario di trasmissioni venne confermato all'1:00 di notte, posticipato alle 2:00 solo a partire dal 1990.
Dal 4 ottobre 1987 l'orario delle trasmissioni venne anticipato tra le 7:00 e le 8:00 (ad eccezione dei giorni festivi, in cui riprendevano alle 10:00 e quelli estivi alle 12:00). Tra il 1990 e il 1991 l'orario di inizio trasmissioni poteva variare a volte anche tra le 6:00 e le 9:00 e a partire dal 20 dicembre 1991 Rai 2 trasmette ininterrottamente.
Fino al 22 giugno 2012 il secondo martedì notte del mese Rai 2 interrompeva le trasmissioni con una pausa notturna dalle 3:00 alle 7:00, spazio di tempo in cui veniva proposto un monoscopio di tipo Philips PM5544. Lo stesso sistema vigeva anche per Rai 1 il primo martedì del mese e per Rai 3 il terzo venerdì del mese.
In vista del passaggio al DVB-T2, il 3 giugno 2021, dall'1:00 alle 6:00, Rai 2 interruppe le sue trasmissioni solo sul digitale terrestre per la prima volta dal 2013, ma solo in alcune aree dell'Italia. Le trasmissioni sono proseguite regolarmente su RaiPlay e via satellite.

## Ascolti

### Share mensile di Rai 2
*Giorno medio mensile su target individui 4+.
| Anno | Gen   | Feb   | Mar   | Apr    | Mag   | Giu   | Lug   | Ago    | Set   | Ott   | Nov   | Dic   | Media anno |
| ---- | ----- | ----- | ----- | ------ | ----- | ----- | ----- | ------ | ----- | ----- | ----- | ----- | ---------- |
| 2008 |       |       |       |        |       |       |       |        |       |       |       |       | 10,60%     |
| 2009 | 9,45% | 9,18% | -     | 9,56%  | 8,67% | 8,54% | 8,72% | 9,15%  | 8,90% | 8,95% | 9,42% | 9,75% | 9,96%      |
| 2010 | 9,21% | 9,00% | 9,84% | 10,37% | 9,43% | 8,39% | 8,40% | 8,59%  | 9,02% | 9,03% | 9,15% | 8,65% | 9,09%      |
| 2011 | 8,74% | 8,49% | 8,75% | 9,28%  | 8,35% | 7,76% | 8,08% | 8,35%  | 8,02% | 7,85% | 7,43% | 7,69% | 8,23%      |
| 2012 | 7,67% | 7,54% | 8,11% | 7,25%  | 7,04% | 6,85% | 7,71% | 11,94% | 6,63% | 6,75% | 6,82% | 7,12% | 7,58%      |
| 2013 | 6,83% | 6,07% | 7,02% | 6,76%  | 7,38% | 6,83% | 6,92% | 7,22%  | 6,52% | 6,35% | 6,53% | 6,72% | 6,75%      |
| 2014 | 6,75% | 5,83% | 6,15% | 6,74%  | 6,85% | 6,34% | 6,72% | 7,49%  | 6,85% | 6,64% | 6,64% | 6,81% | 6,63%      |
| 2015 | 7,05% | 6,52% | 6,99% | 6,96%  | 6,86% | 5,98% | 6,60% | 7,27%  | 6,92% | 6,76% | 6,63% | 6,97% | 6,80%      |
| 2016 | 6,95% | 6,62% | 6,59% | 6,46%  | 6,35% | 5,66% | 5,94% | 10,51% | 6,38% | 6,31% | 6,34% | 6,60% | 6,71%      |
| 2017 | 6,69% | 6,15% | 6,15% | 5,93%  | 6,60% | 5,64% | 6,03% | 6,48%  | 5,86% | 5,67% | 5,53% | 6,20% | 5,57%      |
| 2018 | 5,90% | 5,50% | 5,82% | 5,82%  | 6,16% | 5,24% | 5,47% | 6,08%  | 6,14% | 5,98% | 5,53% | 5,98% | 5,80%      |
| 2019 | 6,03% | 5,55% | 5,88% | 5,59%  | 6,44% | 5,44% | 5,79% | 5,33%  | 4,89% | 5,14% | 5,24% | 5,23% | 5,58%      |
| 2020 | 5,28% | 5,14% | 5,06% | 4,95%  | 4,83% | 4,64% | 4,91% | 5,10%  | 5,07% | 5,15% | 4,44% | 4,79% | 4,94%      |
| 2021 | 4,95% | 4,59% | 4,53% | 4,26%  | 5,45% | 4,68% | 7,82% | 8,74%  | 4,73% | 4,34% | 4,28% | 4,30% | 5,06%      |
| 2022 | 4,30% | 4,40% | 5,14% | 4,76%  | 5,85% | 5,03% | 6,19% | 5,87%  | 4,71% | 4,72% | 5,37% | 4,90% | 4,95%      |
| 2023 | 4,98% | 4,93% | 5,31% | 5,35%  | 6,05% | 5,43% | 5,94% | 5,41%  | 4,77% | 4,40% | 5,30% | 4,77% | 5,23%      |
| 2024 | 4,85% | 4,86% | 5,04% | 5,65%  | 6,05% | 5,42% | 8,35% | 9,15%  | 4,79% | 4,32% | 5,30% | 4,70% | 5,62%      |
| 2025 | 4,60% | 4,78% | 5,16% | 4,95%  | 5,93% | 4,90% |       |        |       |       |       |       |            |

## Direttori
| Nome                  | Periodo                                         |
| --------------------- | ----------------------------------------------- |
| Angelo Romanò         | 4 novembre 1961 - 14 marzo 1976                 |
| Massimo Fichera       | 15 marzo 1976 - 9 ottobre 1980                  |
| Pio De Berti Gambini  | 10 ottobre 1980 - 15 marzo 1987                 |
| Luigi Locatelli       | 16 marzo 1987 - 7 maggio 1989                   |
| Giampaolo Sodano      | 8 maggio 1989 - 2 novembre 1993                 |
| Giovanni Minoli       | 3 novembre 1993 - 18 settembre 1994             |
| Franco Iseppi         | 19 settembre - 31 ottobre 1994                  |
| Gabriele La Porta     | 1º novembre 1994 - 14 agosto 1996               |
| Carlo Freccero        | 15 agosto 1996 - 5 maggio 2002                  |
| Carlo Freccero        | 27 novembre 2018 - 28 novembre 2019             |
| Antonio Marano        | 6 maggio 2002 - 12 settembre 2004               |
| Antonio Marano        | 16 ottobre 2006 - 22 luglio 2009                |
| Massimo Ferrario      | 13 settembre 2004 - 15 ottobre 2006             |
| Massimo Liofredi      | 23 luglio 2009 - 20 luglio 2011                 |
| Pasquale D'Alessandro | 21 luglio 2011 - 28 novembre 2012               |
| Angelo Teodoli        | 29 novembre 2012 - 17 febbraio 2016             |
| Ilaria Dallatana      | 18 febbraio 2016 - 11 ottobre 2017              |
| Andrea Fabiano        | 12 ottobre 2017 - 26 novembre 2018              |
| Fabrizio Salini       | 29 novembre 2019 - 14 gennaio 2020 (ad interim) |
| Ludovico Di Meo       | 14 gennaio 2020 - 30 novembre 2021              |
| Massimo Lavatore      | 1º dicembre 2021 - 5 giugno 2022 (ad interim)   |

Da giugno 2022, nell'ambito di una riorganizzazione dirigenziale della Rai, sono state abolite le direzioni di rete in favore di quelle di genere.

## Loghi

4 novembre 1961 - 2 ottobre 1983
3 ottobre 1983 - 25 settembre 1988
26 settembre 1988 - 22 ottobre 2000
23 ottobre 2000 - 17 maggio 2010
18 maggio 2010 - 11 settembre 2016
In uso dal 12 settembre 2016
primo logo della versione HD fino all 11 settembre 2016
logo attuale della versione HD in uso dall 12 settembre 2016